# Kalophrynus heterochirus
Kalophrynus heterochirus är en groddjursart som beskrevs av George Albert Boulenger 1900. Kalophrynus heterochirus ingår i släktet Kalophrynus och familjen Microhylidae. IUCN kategoriserar arten globalt som livskraftig. Inga underarter finns listade i Catalogue of Life.